# Osama bin Laden
Osāma bin Muḥammad bin ʿAwwāḍ bin Lāden, più noto come Osāma bin Lāden o Bin Lāden, in arabo  أسامة بن محمد بن عوض بن لادن‎?, Usāma b. Muhammad b. ʿAwwaḍ b. Lādin (Riad, 10 marzo 1957 – Abbottabad, 2 maggio 2011), è stato un terrorista saudita, fondamentalista islamico sunnita.
È stato fondatore e leader di al-Qāʿida, la più nota organizzazione terroristica internazionale, attiva dal 1988, di stampo jihadista, responsabile tra gli altri degli attentati dell'11 settembre 2001 contro gli Stati Uniti d'America e numerosi altri attacchi con "vittime di massa" contro obiettivi civili e militari.
Figlio del miliardario Mohammed bin Awad bin Laden, appartenente alla famiglia bin Laden, di etnia kindita yemenita, nacque in Arabia saudita, vi studiò all'università sino al 1979, anno in cui entrò nelle forze dei mujaheddin in Pakistan contro i sovietici in Afghanistan. Appoggiò economicamente i mujaheddin convogliando loro armi, denaro e combattenti dal mondo arabo in Afghanistan, guadagnandosi anche la popolarità fra molti arabi. Nel 1988 fondò Al Qaida. Esiliato dall'Arabia Saudita nel 1992, spostò la sua base in Sudan, finché la pressione statunitense lo costrinse ad allontanarsene nel 1996. Stabilì una nuova base in Afghanistan e dichiarò guerra agli Stati Uniti, dando inizio a una serie di attentati e attacchi simili.
Bin Laden fu schedato dall'FBI statunitense tra i latitanti più ricercati e nell'elenco dei terroristi più ricercati per il suo coinvolgimento negli attentati alle ambasciate statunitensi del 1998. Dal 2001 al 2011 Bin Laden è stato un importante obiettivo della guerra al terrorismo, con una taglia di 25 milioni di dollari messa dall'FBI. Dopo essere stato inserito dall'FBI nella lista dei terroristi più ricercati (Most Wanted ), Bin Laden rimase in latitanza durante tre amministrazioni presidenziali statunitensi.
La notte del 2 maggio 2011 Bin Laden venne ucciso in un conflitto a fuoco all'interno di un complesso residenziale ad Abbottabad, in Pakistan, da componenti del DEVGRU (noto originariamente come SEAL Team Six) degli Stati Uniti e da agenti della CIA nel corso di un'operazione segreta ordinata dal presidente degli Stati Uniti Barack Obama. Poco dopo la sua morte, il corpo di Bin Laden fu sepolto in mare. Al-Qāʿida confermò la sua morte il 6 maggio, giurando vendetta.

## Varianti del nome "Bin Laden"
Il nome Osāma – traslitterazione fonetica di Usāma bin Lāden (secondo la pronuncia araba classica) o, abbreviato, Bin Lādin – è quello maggiormente citato nei rapporti dell'FBI e dai mass media di lingua anglosassone. Altre traslitterazioni meno corrette sono: Ussamah Bin Ladin, Oussama Ben Laden, come pure Binladen. Letteralmente la dicitura "Bin Lāden" non è un cognome ma un semplice nasab (patronimico) che significa "figlio di Lāden", equivalente nella sua realtà fonetica al grafico Ibn Lādin.
Osāma è stato abbinato a parecchi alias, quali "il Principe", "Il Principe del terrore", "lo Sceicco del terrore", "l'Emiro", "Abu Abd Allah", "Mujahid Shaykh" (Lo sceicco combattente) e "Hājji" (il Pellegrino).

## Biografia
Nato nel 1957 da Muhammad bin Awād bin Lāden (1908 – 1967) e dalla siriana Hamida al-Attas (allora si chiamava Alia Ghanem), sua nona moglie, Osama bin Laden era il diciassettesimo di cinquantadue fratelli. Suo padre era un self made man originario dello Yemen del Sud, magnate delle costruzioni e in stretti rapporti con la famiglia reale saudita.
Mohammed bin Laden divorziò da Hamida poco dopo la nascita di Osama bin Laden. Mohammed raccomandò quindi Hamida a Mohammed al-Attas, un socio. Al-Attas la sposò alla fine degli anni 1950 o i primi del 1960 e sono tuttora insieme. Osama visse con la madre e il suo nuovo marito Muhammad al-Attas. Con al-Attas la madre ebbe altri tre figli e una figlia. La famiglia bin Laden incassò 5 miliardi nel settore delle costruzioni, di cui Osama ha poi ereditato circa 25-30 milioni di dollari.

### Giovinezza (1960-1976)
Cresciuto nell'insegnamento della cultura e della religione musulmana fedele alla sharīʿa (Allāh era spesso invocato da Osāma nelle sue interviste), Osāma faceva riferimento alla corrente dell'Islam wahhabita, dal nome dal suo fondatore Muhammad b. ʿAbd al-Wahhāb, che predica un ritorno alla religione delle origini con la cancellazione di tutte le innovazioni apportate dallo svolgersi del tempo.
Il padre di Bin Laden morì nel 1967 in un incidente aereo in Arabia Saudita quando il suo pilota, statunitense, mancò un atterraggio. Il fratellastro maggiore di Bin Laden, Salem bin Laden, il susseguente capo della famiglia Bin Laden, rimase ucciso nel 1988 nei pressi di San Antonio, in Texas, quando si schiantò, accidentalmente, con un aereo contro le linee elettriche.
Dal 1968 al 1976 frequentò la scuola secondaria d'élite al-Thager, la più prestigiosa di Gedda, che tra gli anni sessanta e ottanta era nota perché ospitava gran parte dei figli di uomini d'affari e della famiglia reale. Veniva garantito l'insegnamento della lingua inglese tramite l'ausilio di professori madrelingua. Tra i suoi insegnanti, Brian Fyfield-Shayler e Seamus O'Brien ricordano di essere stati professori di Osama bin Laden nel suddetto istituto.
Nel 1971, quando aveva quattordici anni, frequentò insieme a due fratelli la Oxford University. Da alcuni viene ricordato come un "duro lavoratore".
Nel 1973 invece era a Beirut in Libano, per frequentare il liceo a Broumana, dove sembra che frequentò per un periodo una ragazza di religione cristiana. Nel 1975 allo scoppio della guerra civile fu richiamato in patria dalla famiglia.
L'FBI descrisse Osama bin Laden da adulto come alto e snello, 194 cm e 75 kg di peso, caratterizzato da una carnagione olivastra. Era solito indossare un turbante bianco e aveva smesso di portare il tradizionale copricapo maschile saudita (la kefiah). Bin Laden era anche conosciuto per il pacato modo di parlare che lo contraddistingueva nel mondo arabo e per i modi gentili che caratterizzavano il suo carattere.

### Matrimoni (1974-2000)
Nel 1974, all'età di 17 anni, Bin Laden sposò Najwa Ghanem a Latakia, in Siria; si lasciarono prima dell'11 settembre 2001. Altre mogli note di Bin Laden erano Khadīja Sharīf (sposata nel 1983, divorziò da lei negli anni novanta), Khayriyya Sabar (sposata nel 1985), Siham Sabar (sposata nel 1987) e Amal al-Sadah (sposata nel 2000). Alcune fonti includono una sesta moglie di denominazione sconosciuta, il cui matrimonio è stato annullato poco dopo la cerimonia. Bin Laden fu padre all'incirca di 25 o 26 figli avuti dalle sue mogli. Molti dei figli di Bin Laden fuggirono in Iran dopo gli attentati dell'11 settembre e dal 2010 le autorità iraniane continuano, in base a quanto riportato, a monitorare i loro spostamenti.

### Studi universitari e "qutbismo"
Studiò poi economia e amministrazione aziendale all'Università Re ʿAbd al-ʿAzīz. Conseguì una laurea in ingegneria civile nel 1979 a cui seguì una in pubblica amministrazione nel 1981, in vista di un suo inserimento professionale nell'azienda paterna (il Saudi Binladin Group), specializzata nell'edilizia e nell'esecuzione di grandi lavori infrastrutturali. All'università, il principale interesse di Bin Laden era la religione islamica, ed era impegnato sia nell'interpretazione del Corano e del jihād, sia in attività di beneficenza. Altri interessi includevano la composizione di poesie; la lettura, affermando che i lavori del feldmaresciallo Bernard Montgomery e Charles de Gaulle erano tra i suoi preferiti; cavalli neri e il calcio, in cui si divertiva a giocare come centravanti e seguiva le vicende dell'Arsenal. Il periodo trascorso in Gran Bretagna del giovane Osāma è documentato da alcune istantanee pubblicate dopo i fatti dell'11 settembre dalla stampa occidentale.
Secondo l'ex analista della CIA Michael Scheuer, che ha diretto la caccia a Osama bin Laden da parte della CIA, il leader di al-Qāʿida era motivato dalla convinzione secondo cui la politica estera statunitense aveva oppresso, ucciso, o comunque danneggiato i musulmani nel Vicino Oriente, condensata nella frase: "Loro ci odiano per quello che facciamo, non per ciò che siamo".
Bin Laden affermò inoltre che solo il ripristino della shari'a avrebbe "rimesso le cose a posto" nel mondo musulmano e che le alternative come il "panarabismo, il socialismo, il comunismo e la democrazia" dovevano essere contrastate. Questo credo, in concomitanza con l'esortazione al jihād, da adempiere obbligatoriamente e con strumenti anche violenti, è stato talvolta chiamato Qutbismo, essendo stato promosso da Sayyid Qutb, personalità islamica cui Osama bin Laden faceva spesso riferimento, compreso nel suo ultimo messaggio alla Umma musulmana nei primi mesi del 2011. Bin Laden riteneva che l'Afghanistan, sotto il governo dei talebani del Mullah Omar, fosse "l'unico paese islamico" nel mondo musulmano. Bin Laden in modo coerente sottolineò la necessità di un jihād armato per rimediare a ciò che credeva fossero ingiustizie perpetrate contro i musulmani dagli Stati Uniti e, talvolta, da altri Stati non-musulmani, la necessità di eliminare lo Stato di Israele e la necessità di costringere gli Stati Uniti a ritirarsi dal Vicino Oriente. Egli invitò anche gli americani a "rigettare gli atti immorali di fornicazione, omosessualità, gli inebrianti, il gioco d'azzardo e l'usura", in un comunicato dell'ottobre 2002.
L'ideologia di Bin Laden – in aperto contrasto con la tradizione islamica relativa al diritto bellico – includeva il principio che i civili, compresi donne e bambini, fossero obiettivi legittimi del jihād. Bin Laden era antiisraelita e lanciò vari avvertimenti contro presunti complotti ebraici: "Questi giudei sono maestri dell'usura e capi nel tradimento. Non vi lasceranno nulla, né in questo mondo né nel prossimo". I musulmani sciiti – ancora una volta in contrasto con la tradizione islamica sedimentatasi in oltre 14 secoli di storia – sono stati elencati insieme con gli "eretici, [...] all'America e a Israele", come i quattro principali "nemici dell'Islam" nelle lezioni ideologiche dell'organizzazione al-Qāʿida di Bin Laden.
Bin Laden era contrario alla musica per motivi religiosi, e il suo atteggiamento verso la tecnologia era contraddittorio. Da un lato era interessato a "macchine movimento terra e all'ingegneria genetica delle piante", ma dall'altro respingeva i "sistemi per l'acqua refrigerata".
I suoi punti di vista e i metodi per raggiungerli lo avevano portato a essere designato come terrorista da parte degli studiosi, dai giornalisti del New York Times, dalla BBC, dall'emittente televisiva del Qatar Al Jazeera, da analisti indipendenti come Peter Bergen, Michael Scheuer, Marc Sageman, e Bruce Hoffman, ed è stato accusato di terrorismo da parte delle forze dell'ordine di Madrid, di New York e di Tripoli.
Nel complesso, la strategia di Bin Laden contro i nemici molto più grandi, come l'Unione Sovietica e gli Stati Uniti, era quella di indurle a una lunga guerra di logoramento sul suolo di paesi musulmani, attirando in questo modo un gran numero di jihadisti che non si sarebbero mai arresi. Egli riteneva che ciò avrebbe portato al collasso economico della nazione nemica. I manuali di al-Qāʿida delineano con chiarezza questa strategia. In un nastro del 2004 trasmesso da al-Jazeera, Bin Laden parlò di "ridurre l'America l'ombra di sé stessa" e anche di "insanguinare l'America fino al punto della bancarotta".

### Guerriglia in Afghanistan contro l'URSS (1979-1989)
Dopo aver lasciato gli studi nel 1979, ventiduenne, Bin Laden andò in Pakistan, si unì ad ʿAbd Allāh al-ʿAzzām e utilizzò soldi e macchinari della propria impresa di costruzioni proprio per aiutare la resistenza dei mujaheddin nella guerra sovietica in Afghanistan. In seguito disse a un giornalista: "Mi sono sentito offeso dal fatto che un'ingiustizia fosse stata commessa contro il popolo dell'Afghanistan". In un'occasione, nel corso dell'invasione sovietica, fu anche ferito a un piede durante la battaglia di Jaji, avvenuta tra il 17 aprile e il 13 giugno 1987.
La CIA venne a conoscenza delle attività di Bin Laden sul finire degli anni ottanta, senza mai entrarvi in contatto o finanziarlo direttamente. Lo stesso Consigliere per la Sicurezza Nazionale del presidente degli Stati Uniti Jimmy Carter, Zbigniew Brzezinski, ha affermato che sotto l'operazione Cyclone, dal 1979 al 1989, i guerriglieri afgani beneficiarono della fornitura di armi (inclusi i missili contraerei "da spalla" Stinger) e del finanziamento (indiretto) statunitense, attraverso l'Inter-Services Intelligence (ISI) del Pakistan.
L'esistenza di contatti fra Bin Laden e l'amministrazione statunitense è confermata indirettamente dalla testimonianza di Loredana Bertè: invitata alla Casa Bianca in quanto moglie del campione di tennis Björn Borg, riferisce di avere incontrato per due volte Osama bin Laden insieme ai fratelli, ospite di George H. W. Bush.
Tuttavia, nell'intervista ad al-Jazeera nel 1998, Bin Laden disse che, qualsiasi ipotesi secondo cui gli Stati Uniti e la CIA avrebbero sostenuto lui e i suoi combattenti nella guerra santa dei mujahidin contro l'Unione Sovietica in Afghanistan negli anni ottanta, sarebbe stata "una falsificazione da parte degli americani".
Bin Laden incontrò e strinse contatti con Hamid Gul, che era il generale a tre stelle dell'esercito pakistano e capo dell'agenzia dell'ISI. Anche se gli Stati Uniti avessero fornito denaro e armi per un certo periodo, la formazione dei gruppi militanti sarebbe stata interamente compito delle forze armate pakistane e dell'ISI.
Nel 1984 Osama bin Laden e ʿAzzam fondano il Maktab al-Khidamat, con il compito di convogliare denaro, armi e combattenti provenienti da tutto il mondo arabo in Afghanistan. Attraverso il Maktab al-Khadamat, il patrimonio di famiglia ereditato da Bin Laden servì per pagare biglietti aerei e alloggi, per pagare le pratiche con le autorità pakistane e per fornire altri servizi simili ai combattenti jihadisti. Bin Laden stabilì campi all'interno di Khyber Pakhtunkhwa in Pakistan e addestrò volontari provenienti da tutto il mondo musulmano per combattere contro il "fantoccio regime sovietico", denominato Repubblica Democratica dell'Afghanistan. Fu durante questo periodo che divenne idolatrato da molti arabi.

### Fondazione di al-Qāʿida e rottura con l'Arabia saudita (1988-1992)
Nel 1988, quando Bin Laden lasciò il Maktab al-Khidamat, molti dei suoi militanti lo seguirono. Mentre ʿAzzām fungeva da supporto per i combattenti afghani, Bin Laden voleva un ruolo sempre più militare. Uno dei principali punti, che portano alla scissione e alla creazione di al-Qāʿida, fu l'insistenza di ʿAzzām di far integrare i combattenti arabi tra i gruppi combattenti afghani, invece di formare una forza combattente separata. Appunti di una riunione di Bin Laden e altri, del 20 agosto 1988, indicano che al-Qāʿida era un gruppo formale in quel momento: "Fondamentalmente una fazione islamica organizzata, il suo obiettivo è quello di sollevare la parola di Dio, per rendere la sua religione vittoriosa". Un elenco di requisiti per l'adesione riporta quanto segue: capacità di ascolto, buone maniere, obbedienza, e giuramento (in arabo bayʿat, letteralmente "prendere la mano", in segno di sottomissione e riconoscimento della superiorità altrui) di seguire i propri superiori.
Secondo Wright, il nome reale del gruppo non venne utilizzato nelle dichiarazioni pubbliche perché "la sua esistenza era ancora un segreto ben tenuto". Le sue indagini suggeriscono che al-Qāʿida sia stata formata l'11 agosto 1988, in un incontro tra "eminenti comandanti" della jihad islamica egiziana, ʿAbd Allāh al-ʿAzzām, e Bin Laden, in cui fu concordato di unificare i capitali di Bin Laden con l'esperienza dell'organizzazione Jihad Islamica, e di sostenere altrove la causa jihadista non appena i sovietici si fossero ritirati dall'Afghanistan. In seguito al ritiro dell'Unione Sovietica dall'Afghanistan nel febbraio 1989, Osama bin Laden tornò in Arabia Saudita nel 1990 e venne accolto come eroe del jihād, osannato perché insieme con la sua legione araba "aveva rovesciato la superpotenza" dell'Unione Sovietica. Nonostante ciò, egli era infuriato per lo scoppio di lotte intestine e di violenze tribali tra gli stessi afghani.
L'invasione irachena del Kuwait sotto Saddam Hussein il 2 agosto 1990, mise il regno saudita e il casato dei Saʿūd a rischio, con le forze irachene al confine saudita e l'appello di Saddam al pan-arabismo che potenzialmente incitavano al dissenso interno. Bin Laden incontrò immediatamente re Fahd e il principe Sulṭān, ministro della difesa saudita, incoraggiandoli a non dipendere dal sostegno (non-musulmano) offerto dagli Stati Uniti e da altri, offrendosi di aiutare e di difendere l'Arabia Saudita con la sua "legione araba". L'offerta di Bin Laden venne respinta e la monarchia saudita invitò gli Stati Uniti a dispiegare le sue forze in territorio saudita. Bin Laden denunciò pubblicamente la completa dipendenza militare saudita nei confronti degli Stati Uniti, sostenendo che i due luoghi più sacri dell'Islam, La Mecca e Medina, le città in cui il profeta Mohammed ricevette e divulgò il messaggio di Dio, avrebbero dovuto essere difese dai musulmani. Bin Laden recitò, con toni commossi, in un filmato in cui si trovava circondato dai suoi adepti, diversi versetti del Corano e ḥadīth del profeta dell'Islam, nel quale paragonò i governanti arabi sauditi a Saddam Hussein, alludendo al loro essere ṭawāghīt (termine usato per indicare gli idoli preislamici), seppur non affermando accortamente ciò in modo esplicito. Non mancò di definire i governanti sauditi innovatori (cosa riprovata dalla giurisprudenza islamica) e lontani dalla metodologia di Muhammad, per aver abbandonato la terra santa in mano agli statunitensi – scegliendo come alleata la Casa Bianca piuttosto che i musulmani – e per averla sottoposta a embargo per mano dei "crociati", violando in tal modo i precetti più importanti di una costituzione de facto che si definiva fondata sulla shari'a. Da quel momento in poi si rivolgerà all'Arabia Saudita con l'espressione, già da altri frequentemente usata, di "terra delle due sacre Moschee" (con l'espressione Bilād al-Ḥaramayn ci si riferisce alla Kaʿba della Mecca e alla moschea del Profeta di Medina), non intendendo più riconoscere come legittima autorità del Paese la famiglia reale Āl Saʿūd, che aveva dato il suo nome all'Arabia. La critica di Bin Laden verso la monarchia saudita infastidiva parecchio gli stessi governanti che tentarono di farlo tacere. Intanto l'82nd Airborne Division (82ª Divisione aviotrasportata) dell'esercito degli Stati Uniti, sbarcò nel nord-est della città saudita di Dhahran e cominciò a schierarsi nel deserto ad appena 400 chilometri da Medina.
Nel frattempo, l'8 novembre 1990, l'FBI fece irruzione nella casa di New Jersey di El Sayyid Nosair, un associato del doppio-agente Ali Mohamed, sequestrando numerose prove di complotti terroristici, compresi piani per distruggere grattacieli di New York. Ciò ha segnato la prima conoscitiva dei piani terroristici di al-Qāʿida al di fuori dei paesi musulmani. Nosair alla fine è stato condannato in relazione all'attentato dinamitardo del 1993 al World Trade Center e più tardi confesserà l'omicidio del rabbino Meir Kahane a New York il 5 novembre 1990.
Bin Laden intanto continuava a rilasciare pubblicamente dichiarazioni contro il governo saudita. I rapporti tra loro divennero sempre peggiori, fin quando la monarchia saudita gli tolse la cittadinanza. Andò allora nel 1992 a vivere in esilio in Sudan, grazie a un accordo mediato da Ali Mohamed.

### Esilio in Sudan e ritorno in Afghanistan: i primi attentati (1992-1997)
Nello stesso anno decise di fissare in Sudan la propria base operativa ad al-Khartum. Comprò una casa in via al-Mashtal, nel ricco quartiere di al-Riyāḍ, e un ritiro spirituale sul Nilo Azzurro a Soba. Durante la sua permanenza in Sudan, investì molto nelle infrastrutture, nel settore agricolo e nelle imprese. Costruì strade usando le stesse ruspe che aveva impiegato per costruire sentieri di montagna in Afghanistan. Molti dei suoi operai erano gli stessi combattenti che erano stati suoi compagni nella guerra contro l'Unione Sovietica. Era generoso verso i poveri e popolare tra la gente. Continuava a criticare il re Fahd dell'Arabia Saudita e in risposta, nel 1994, Fahd spogliò Bin Laden della sua cittadinanza saudita e convinse la sua famiglia a privarlo del suo appannaggio annuale, pari a 7 milioni di dollari. A questo punto Osama bin Laden veniva associato alla Jihad islamica egiziana (EIJ), che costituiva il nucleo di al-Qāʿida. Nel 1995 la EIJ tentò di assassinare il presidente egiziano Hosni Mubarak; il tentativo fallì e la EIJ venne espulsa dal Sudan.
Il fatto che il regime sudanese avesse garantito il suo appoggio a Saddam Hussein nel 1991 e che il suo presidente al-Bashir insieme con il braccio destro del regime Hassan Al-Turabi, ideologo del fondamentalismo nazional-sudanese, si tenessero così stretto il ricchissimo uomo d'affari saudita Osama bin Laden, non piacque alla Casa Bianca, in special modo dopo l'incoronazione dello sceicco in una manifestazione pubblica a lui dedicata. Il dipartimento di Stato degli Stati Uniti d'America accusò il Sudan di essere uno "sponsor del terrorismo internazionale" e Bin Laden stesso di gestire "campi di addestramento per terroristi" nel deserto sudanese. Il progressivo isolamento internazionale di Kharṭūm si tradusse presto anche in vere e proprie sanzioni, unilateralmente imposte sia da Washington sia dall'ONU. Se da un lato le sanzioni accettate internazionalmente, che si limitavano a mettere al bando i voli della compagnia aerea di bandiera Sudan Airways, non sono mai state completamente applicate, quelle decise dal governo statunitense del presidente Bush senior non solo furono messe seriamente in atto, ma furono rafforzate durante il primo mandato del presidente Clinton (1996-2000). Vennero sottoposti a embargo gli scambi commerciali tra Sudan e Stati Uniti, gli investimenti americani nel paese, nonché il nascente settore petrolifero sudanese, e molte società petrolifere americane che avevano già ottenuto concessioni per lo sfruttamento del petrolio furono costrette a rinunciare.

Il Sudan quindi avviò le iniziative per espellere Bin Laden. Il rapporto della Commissione sull'11 settembre afferma:
Verso la fine del 1995, quando Bin Laden era ancora in Sudan, il Dipartimento di Stato e la Central Intelligence Agency (CIA) appresero che i funzionari sudanesi stavano discutendo con il governo saudita sulla possibilità di espellere Bin Laden. Il paramilitare della CIA Billy Waugh rintracciò Bin Laden in Sudan e preparò un'operazione per arrestarlo, ma venne negata l'autorizzazione. L'ambasciatore degli Stati Uniti Timothy Carney incoraggiò il sudanese a continuare su questa pista. I sauditi, però, non volevano Bin Laden, giustificandosi con la revoca della sua cittadinanza. Il ministro della Difesa del Sudan, Fatih Erwa, affermò che il Sudan si era offerto di consegnare Bin Laden agli Stati Uniti. La Commissione non ha riscontrato alcuna prova credibile che ciò rispondesse a verità. L'ambasciatore Carney ebbe solo istruzioni di far pressione sui sudanesi affinché espellessero Bin Laden. L'ambasciatore Carney non aveva alcuna ragione giuridica per chiedere di più al Sudan in quanto, allo stato dei fatti, non vi era alcuna accusa rilevante e dimostrabile contro Bin Laden in qualsiasi paese.

Il rapporto della Commissione sull'11 settembre riporta anche:
Nel febbraio 1996, i funzionari sudanesi cominciarono a trattare con i funzionari degli Stati Uniti e di altri governi, chiedendo quali azioni da parte loro avrebbero potuto ridurre la pressione esercitata dall'estero. Negli incontri segreti con i funzionari sauditi, il Sudan offrì l'espulsione di Bin Laden in Arabia Saudita e chiese ai sauditi di perdonarlo. Funzionari statunitensi vennero a conoscenza di queste discussioni segrete, sicuramente prima di marzo. I funzionari sauditi a quanto pare volevano che Bin Laden fosse espulso dal Sudan. Avevano già revocato la sua cittadinanza, peraltro, e non gradivano la sua presenza nel loro paese. Anche Bin Laden potrebbe non essersi più sentito al sicuro in Sudan, dove era già sfuggito ad almeno un tentativo di assassinio che egli riteneva fosse stato opera del regime egiziano o saudita, e pagati per conto della CIA.
Nel maggio 1996, a causa della crescente pressione esercitata sul Sudan, da parte dell'Arabia Saudita, dell'Egitto e degli Stati Uniti, fu permesso a Bin Laden di partire per un Paese di sua scelta. Egli scelse di tornare a Jalalabad, in Afghanistan a bordo di un volo charter, e lì forgiò un rapporto stretto con il Mullah Mohammed Omar. Nonostante le sue ambizioni e capacità organizzative, quando Bin Laden lasciò il Sudan, lui e la sua organizzazione risultarono significativamente indeboliti.
Il 23 agosto 1996, Bin Laden dichiarò guerra agli Stati Uniti. Nonostante la promessa del Presidente George H. W. Bush a re Fahd nel 1990, che tutte le forze statunitensi con base in Arabia Saudita sarebbero state ritirate una volta che la minaccia irachena fosse stata sistemata, nel 1996 gli americani stazionavano ancora lì, con riferimento alla sopravvivenza del regime di Saddam (che Bush aveva deciso di non distruggere). L'opinione di Bin Laden era che i 'mali' del Vicino Oriente sono stati causati dal tentativo da parte dell'America di impadronirsi della regione e dal suo appoggio a Israele. L'Arabia Saudita è stata trasformata in una 'colonia americana'. La fatwā venne pubblicata per prima su al-Quds al-ʿArab, un quotidiano londinese in lingua araba. Era intitolata Dichiarazione di guerra contro gli americani che occupano la terra dei due luoghi santi. Per espellere gli infedeli dalla penisola araba. L'Arabia Saudita è talvolta chiamata "la terra delle due sacre Moschee" in riferimento alla Mecca e Medina, i due luoghi più sacri dell'Islam. Il riferimento a "occupazione" nella fatwa fa riferimento alle forze statunitensi con base in Arabia Saudita atte a controllare lo spazio aereo in Iraq, nota come operazione Southern Watch.
In Afghanistan, Bin Laden e al-Qāʿida raccoglievano fondi grazie a "finanziatori dei tempi della jihad sovietica" e grazie all'Inter-Services Intelligence (ISI) del Pakistan con lo scopo di instaurare più campi di addestramento per i combattenti mujaheddin. Bin Laden prese validamente il controllo dell'Ariana Afghan Airlines, che traghettò militanti islamici, armi, denaro e oppio attraverso gli Emirati Arabi Uniti e il Pakistan, così come fornì falsi documenti d'identità ai membri della rete terroristica di Bin Laden. Viktor But contribuì a gestire la compagnia aerea, curando la manutenzione aerea e occupandosi del caricamento merci. Michael Scheuer, capo dell'unità Bin Laden della CIA, ha concluso che l'Ariana venne utilizzata come un "servizio taxi terroristico".
Si sospetta che, con l'aiuto di organizzazioni ufficialmente presunte alla carità verso i musulmani (una delle quali fondata dallo stesso cognato Muhammed Jamāl Khalīfa), espanse successivamente il proprio raggio di attività inviando esponenti della propria organizzazione nel sud est asiatico e in Africa, Europa e Stati Uniti con lo scopo di reclutare nuovi affiliati per al-Qāʿida e radicare il fondamentalismo islamico.
Con Al Qaida, Bin Laden avrebbe anche finanziato nel 1997 l'uccisione di un gruppo di turisti a Luxor, in Egitto.
Nel 1999 la CIA si occupò di addestrare ed equipaggiare segretamente un commando di circa 60 uomini dei servizi segreti pakistani con l'obiettivo di farli entrare in Afghanistan per catturare o uccidere Osama bin Laden.

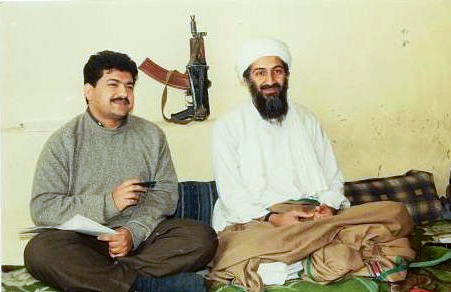
Il giornalista pakistano Hamid Mir mentre intervistava Osama bin Laden in Afghanistan nel 1997

Si ritiene che il primo attentato terroristico diretto da Bin Laden avvenne il 29 dicembre 1992 contro il Gold Hotel Mihor ad Aden in cui vennero uccise due persone.
Si ritiene che solo dopo questo attentato al-Qāʿida svilupperà la propria giustificazione per quanto concerne l'uccisione di persone innocenti. Secondo una fatwā emessa da Mamduh Mahmud Salim, l'uccisione di qualcuno che sta vicino al nemico è giustificata dal fatto che tutti gli astanti innocenti troveranno la loro giusta ricompensa morendo, andando nella Jannah (paradiso) se erano stati buoni musulmani e nel Jahannam (inferno), se erano stati pessimi musulmani o non credenti. La fatwā venne emessa esclusivamente ai membri di al-Qāʿida, ma non al grande pubblico.
Negli anni novanta, l'organizzazione al-Qāʿida di Bin Laden fornì assistenza finanziaria ai jihadisti e, talvolta, militare in Algeria, Egitto e Afghanistan. Nel 1992 o 1993 Bin Laden inviò in Algeria un emissario, Qari al-Saʿīd, con 40 000 dollari per dare aiuto agli islamisti ed esortare la guerra, piuttosto che promuovere un negoziato con il governo. Il loro consiglio venne ascoltato, ma la guerra che ne seguì uccise 150 000-200 000 algerini e si concluse con la resa islamica al governo.
Secondo alcune fonti Osāma avrebbe anche ideato e diretto l'attentato al World Trade Center del 1993 e pianificato, con la complicità del terrorismo indonesiano, il progetto Bojinka, sventato a Manila il 6 gennaio 1995.
Il primo attacco di Bin Lāden contro gli Stati Uniti avvenne contro un gruppo di soldati alloggiati in un albergo nello Yemen: i militari erano però partiti due giorni prima per la Somalia. Nel bombardamento dell'hotel morirono due turisti austriaci.
Bin Laden finanziò il massacro di Luxor del 17 novembre 1997, che uccise 62 civili, ma indignò non poco l'opinione pubblica egiziana. A metà del 1997, l'Alleanza del Nord minacciò di invadere Jalalabad, portando Bin Laden a dover abbandonare il suo compound, sito nelle vicinanze, denominato Najim Jihad e a spostare la sua base operativa nel sud in un campo vicino a Kandahar, noto come Tarnak Farms.
Un altro attentato riuscito venne condotto nella città di Mazar-i Sharif in Afghanistan. Bin Laden riuscì a consolidare la sua alleanza con i talebani inviando loro centinaia di combattenti arabi afghani per aiutare i talebani impegnati a uccidere tra i cinque e seimila hazara che popolavano la città.
Gli attentati alle ambasciate statunitensi del 1998 sono stati una serie di attacchi coordinati che si verificarono il 7 agosto 1998, nelle quali furono uccise centinaia di persone attraverso esplosioni simultanee di autobombe nelle ambasciate statunitensi delle maggiori città dell'Africa orientale, a Dar es Salaam in Tanzania e a Nairobi in Kenya. La data degli attentati era la ricorrenza dell'arrivo delle truppe americane sul suolo saudita durante la prima guerra del golfo. Gli attacchi vennero attribuiti ai membri locali della jihad islamica egiziana e portarono, per la prima volta, Osama bin Laden e Ayman al-Zawahiri all'attenzione pubblica degli Stati Uniti e come conseguenza la l'FBI schedò Bin Laden nella sua Ten Most Wanted.

### Fatwa contro ebrei e "crociati" (1998)
Nel febbraio 1998, Osama bin Laden e Ayman al-Zawahiri firmarono congiuntamente una fatwa in nome del fronte islamico internazionale per il jihad contro ebrei e crociati che dichiarava l'uccisione dei nordamericani e dei loro alleati come un "dovere individuale per ogni musulmano" per "liberare la moschea al-Aqsa (a Gerusalemme) e la sacra moschea di La Mecca dalla loro morsa". All'annuncio pubblico della fatwa, Bin Laden dichiarò che i nordamericani erano "bersagli molto facili". Egli disse ai giornalisti presenti: "Vedrete i risultati di ciò in un tempo molto breve".
Bin Laden e Ayman al-Zawahiri organizzarono un congresso di al-Qāʿida che si tenne il 24 giugno 1998.
Nel dicembre 1998 il direttore del centro antiterrorismo della CIA riferì al presidente Bill Clinton che al-Qāʿida stesse preparando attentati negli Stati Uniti, nonché stesse provvedendo all'addestramento del personale al fine di dirottare aerei.
Il presidente statunitense Bill Clinton ordinò il congelamento di ogni bene di Bin Lāden in America, ma data la tardiva decisione nulla fu trovato. Contestualmente autorizzò la sua cattura e, se necessario, la sua uccisione, come nel caso del fallito lancio di missili da crociera contro la sua presunta base nell'agosto 1998. Posta sul capo di Bin Lāden una taglia di 25 milioni di dollari, per chiunque avesse fornito informazioni utili alla sua cattura, gli Stati Uniti convinsero nel 1999 le Nazioni Unite a imporre sanzioni contro l'Afghanistan nel tentativo di forzare il regime talebano a estradarlo.
Verso la fine del 2000, Richard Clarke rivelò che i militanti islamici guidati da Bin Laden avevano progettato un triplo attentato per il 3 gennaio 2000, che avrebbe incluso gli attentati in Giordania del Radisson SAS Hotel di Amman, di turisti sul monte Nebo e di un sito sul Giordano, l'affondamento del cacciatorpediniere USS The Sullivans nello Yemen, così come un attentato contro un obiettivo negli Stati Uniti. Il piano è stato sventato grazie all'arresto della cellula terrorista giordana, all'affondamento per sovraccarico della barca equipaggiata di esplosivo destinato a colpire il cacciatorpediniere e all'arresto di Ahmed Ressam.

Nonostante la non riuscita degli attentati a catena, il 12 ottobre 2000 il cacciatorpediniere USS Cole, ormeggiato nel porto di Aden, in rifornimento dopo una navigazione nel golfo Persico, sotto il comando del capitano di fregata Kirk Lippold, fu vittima di un attacco di guerra asimmetrica, strategia adottata da Osama bin Laden e dai suoi collaboratori vista la marcata inferiorità sul piano delle risorse militari nei confronti degli Stati Uniti. L'attentato, organizzato e diretto dalla sua organizzazione terroristica, causò la morte di 17 marinai oltre al commando terroristico e 39 feriti. Nel giugno del 2001, un video di reclutamento di al-Qa'ida mostra lo stesso Osama bin Laden durante una conferenza con i suoi adepti, mentre si vantava dell'attentato incoraggiando i musulmani ad attacchi simili. Dedicherà nell'occasione un'ode al commando suicida e concluderà il suo discorso rivolgendosi ai "fratelli della Palestina": 
(Osama bin Laden, 2000)

### Guerre jugoslave
Un ex funzionario del Dipartimento di Stato degli Stati Uniti nell'ottobre del 2001 descrisse la Bosnia-Erzegovina come un rifugio sicuro per i terroristi, dopo che gruppi militanti stessi del vecchio governo di Sarajevo rivendicarono di proteggere diversi estremisti, alcuni dei quali avevano forti legami con Osama bin Laden.

### Mandati di cattura internazionali (1998)
Il 16 marzo 1998 la Libia emise il primo mandato ufficiale di cattura internazionale, tramite l'Interpol, nei confronti di Osama bin Laden e altre tre persone. I tre erano accusati dell'assassinio di Silvan Becker, agente dei servizi segreti interni tedeschi (Ufficio federale per la protezione della Costituzione) nel Dipartimento Antiterrorismo, e di sua moglie in Libia il 10 marzo 1994. Bin Laden era ancora ricercato dal governo libico al momento della morte. Osama bin Laden venne per la prima volta incriminato da un grand jury degli Stati Uniti l'8 giugno 1998 con l'accusa di aver ucciso cinque americani e due indiani il 14 novembre 1995, quando un'autobomba distrusse l'edificio della Guardia Nazionale saudita di Riad, dove lavoravano consiglieri statunitensi: sette morti (cinque americani) e oltre 60 feriti. Bin Laden non rivendicò immediatamente l'attacco, ma soltanto mesi dopo e dopo averlo elogiato. Bin Laden venne accusato di "associazione per delinquere al fine di attaccare i servizi di difesa degli Stati Uniti" e i pubblici ministeri accusarono inoltre Bin Laden di essere la guida dell'organizzazione terroristica al-Qāʿida e di essere un importante finanziatore dei combattenti islamici in tutto il mondo.
Il 4 novembre 1998 Osama bin Laden venne incriminato da un grand jury federale del tribunale distrettuale degli Stati Uniti per il distretto sud di New York con l'accusa di "omicidio di cittadini statunitensi all'estero, associazione per delinquere nell'omicidio di cittadini statunitensi all'estero e attentati su una struttura federale dando luogo a morte", per aver avuto verosimilmente un ruolo guida negli attentati alle ambasciate statunitensi del 1998 in Kenya e Tanzania. L'attuale atto d'imputazione conta 21 persone accusate di aver preso parte a tale crimine. Venne successivamente accertato che fu Muhammad Atef a convincerlo della "regolarità" di tale attacco. Il 7 maggio 1998, Atef, allora responsabile dell'addestramento armato, aveva inviato via fax a Bin Laden una fatwā firmata quel giorno stesso dagli studiosi afghani, seconda cui gli attacchi contro i civili americani potevano essere giustificati. Le prove contro Bin Laden erano molteplici; includevano la testimonianza davanti un'aula di giustizia di diversi pentiti di al-Qāʿida oltre che ai tabulati telefonici satellitari, di un telefono acquistato per lui dall'agente di approvvigionamento di al-Qāʿida Ziyad Khalil negli Stati Uniti. Tuttavia, i talebani non avevano minimamente intenzione di estradare Bin Laden appoggiandosi sul fatto che non vi erano prove sufficienti fornite dagli atti di accusa e che i tribunali non-musulmani non godevano dello status che consentisse loro di giudicare i musulmani.
Bin Laden divenne la 456° persona schedata nella lista dei dieci criminali più ricercati dall'FBI quando vi fu aggiunto il 7 giugno 1999, dopo il suo rinvio a giudizio insieme con altri per crimini mortali negli attentati all'ambasciata nel 1998. Tentativi di assassinio e richieste per l'estradizione di Bin Laden sono andati ripetutamente a vuoto. Nel 1999 il presidente degli Stati Uniti Bill Clinton convinse le Nazioni Unite a imporre sanzioni all'Afghanistan per tentare di costringere i talebani a estradarlo.

### Attentati terroristici contro gli Stati Uniti (11 settembre 2001)
(Osama bin Laden, 2004)

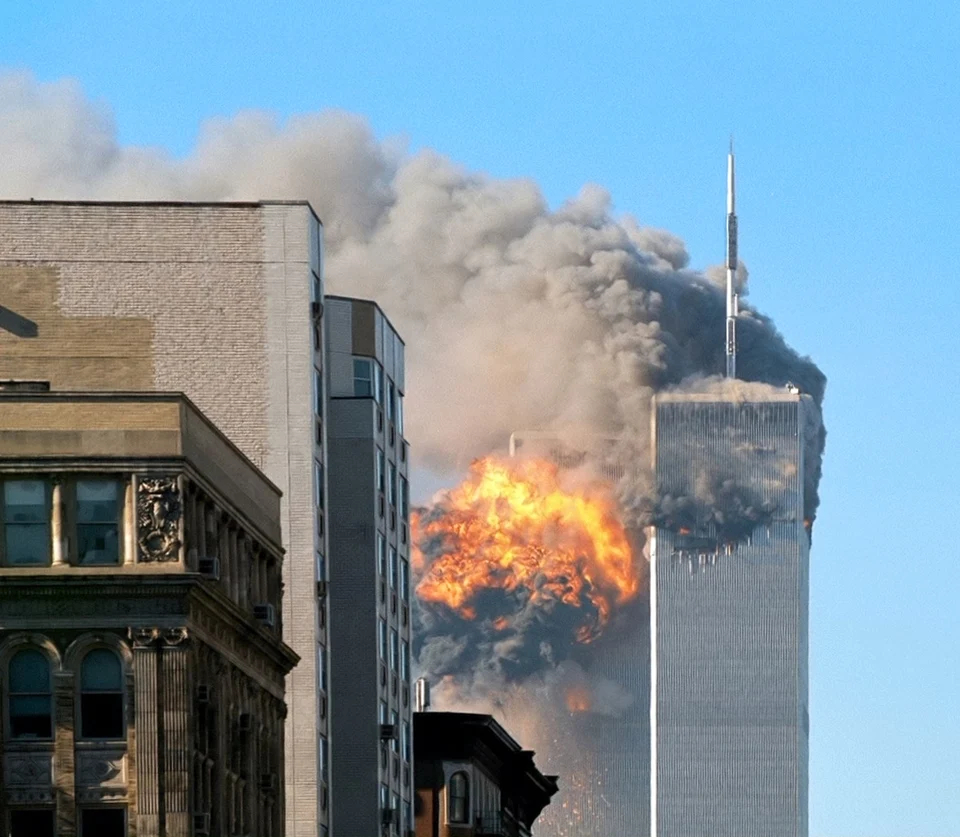
L'impatto del volo United Airlines 175 contro la Torre Sud del World Trade Center l'11 settembre 2001

Dopo averlo negato, Bin Lāden ha ammesso il suo diretto coinvolgimento negli atti terroristici contro gli Stati Uniti dell'11 settembre 2001 poco dopo gli episodi e più esplicitamente il 29 ottobre 2004 con un video trasmesso dall'emittente del Qatar, Al Jazeera, pochi giorni prima delle elezioni presidenziali negli Stati Uniti. In precedenza non aveva comunque mancato di definire più volte gli Stati Uniti un paese ostile all'Islam e un nemico dichiarato da combattere "con ogni mezzo" in nome del jihād.
Fra le registrazioni video, effettuate presumibilmente in Afghanistan e diffuse nei giorni immediatamente successivi all'11 settembre dall'emittente Al Jazeera, una in particolare aveva mostrato lo stesso Osāma parlare dell'attentato in termini che – secondo gli analisti dei servizi segreti statunitensi – lasciavano pochi dubbi su una sua partecipazione al piano d'attacco.
Gli attentati compresero il dirottamento di quattro aerei di linea, la distruzione degli stessi e del World Trade Center a New York, ingenti danni al Pentagono nella contea di Arlington e la morte di 2977 persone e dei diciannove dirottatori. In risposta, gli Stati Uniti lanciarono una guerra al terrore per deporre il regime talebano in Afghanistan e catturare gli agenti di al-Qāʿida e diversi Paesi rafforzarono le proprie leggi anti-terrorismo per impedire attentati futuri. Alla divisione attività speciali della CIA fu affidato un ruolo guida nel rintracciare Bin Laden e ucciderlo o catturarlo.
L'FBI ha precisato che la documentazione confidenziale che associa al-Qāʿida e Bin Laden agli attentati dell'11 settembre è chiara e inconfutabile. Il governo britannico raggiunse una simile conclusione riguardante la responsabilità di al-Qāʿida e di Osama bin Laden in merito agli attentati dell'11 settembre.
Bin Laden negò inizialmente il proprio coinvolgimento negli attentati, come del resto era solito fare dietro gli attentati che lui stesso dirigeva, e ciò secondo molti analisti per "ricavarne tempo" e per una scelta comune da parte del direttivo dell'organizzazione. Il 16 settembre 2001 Bin Laden legge un comunicato più tardi trasmesso dalla rete televisiva del Qatar, Al Jazeera, negando la propria responsabilità riguardo agli attentati.
Il 7 ottobre dello stesso anno, poco dopo che le forze statunitensi cominciarono gli attacchi di rappresaglia contro il regime talebano in Afghanistan, la rete televisiva Al Jazeera trasmette un comunicato, registrato e successivamente inviato, di Bin Laden insieme con i più alti agenti di al-Qāʿida, fra cui il suo "luogotenente" Ayman al-Zawahiri, il capo militare Mohammed Atef e il portavoce Sulayman Abu Ghayth, in cui discutono dell'attentato; il messaggio sembra essere registrato nei giorni precedenti visto che non cita l'invasione statunitense sul suolo afghano. L'ultimo a parlare è proprio Bin Laden, che nel mezzo della sua dichiarazione lancia affermazioni a prima vista fuori tema, ma che agli occhi degli esperti sono messaggi cifrati intenzionalmente inviati ai suoi affiliati in Spagna e altrove, come il riferimento ad al-Andalus, la regione iberica sotto governo islamico dall'VIII secolo alla fine del XV; da qui la scelta del governo statunitense di censurare i futuri comunicati del leader di al-Qāʿida al grande pubblico, mostrando in futuro solo brevi spezzoni. Concludendo il suo discorso si rivolge direttamente all'America e al suo popolo giurando che "solo quando la Palestina vivrà in sicurezza il popolo americano potrà vivere in tranquillità"; frase questa che sintetizza uno degli obiettivi di Bin Laden, che la citerà in diverse circostanze negli anni a seguire.
La rete di Bin Laden in quel momento era attiva in 34 Paesi.
Un nastro recuperato dalle forze statunitensi nel novembre del 2001 a Jalalabad, in Afghanistan, mostra nella sua versione integrale, rilasciata in seguito dal Dipartimento della Difesa, Osama bin Laden insieme con il braccio destro al-Zawahiri e altri membri dell'organizzazione, volutamente ripresi, durante la loro visita nell'abitazione di un associato con cui discutono dell'attentato. Il 13 dicembre 2001 ne verrà trasmesso da vari telegiornali un estratto che vede Osama bin Laden discutere con Khaled al-Harbi in termini che indicano "soddisfazione per il traguardo prefisso".

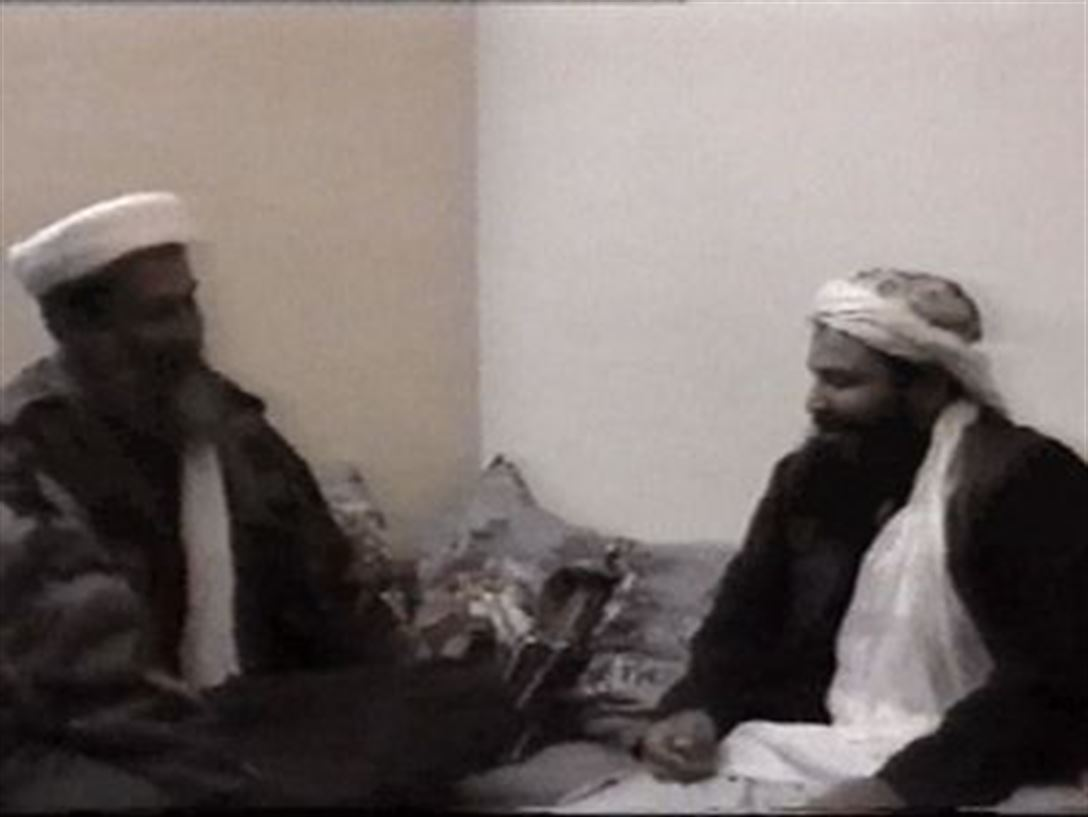
Osama bin Laden (a sinistra) e Khaled al-Harbi

La prima ammissione di Bin Laden del suo completo coinvolgimento e della sua guida nell'operazioni che portarono agli attentati dell'11 settembre avvenne nel comunicato video del 2004, dove senza ritrattare i precedenti comunicati si rivolse al popolo americano criticandone il presidente, per il modo in cui ha risposto a quegli attacchi e per averli soprattutto presentati come motivo d'orgoglio, di rivincita e di propaganda al fine di riassumersi, per la seconda volta, il controllo della Casa Bianca. Nei 18 minuti del comunicato, trasmesso su Al Jazeera, ad appena quattro giorni dalle elezioni presidenziali statunitensi, accusò lo stesso Bush di negligenza sui dirottamenti dei quattro aerei dell'11 settembre. Solo Al Jazeera trasmetterà il discorso integrale del capo di al-Qāʿida, mentre le maggiori emittenti statunitensi ne mostreranno solo brevi spezzoni. Secondo gli analisti la decisione di Bin Laden di rilasciare un videomessaggio proprio in quel momento è stata una strategia con l'obiettivo di influenzare i risultati delle elezioni presidenziali statunitensi che si sarebbero svolti quattro giorni dopo.
Stando alle sue dichiarazioni, Bin Laden ebbe l'ispirazione di distruggere il World Trade Center dopo aver assistito alla distruzioni delle torri in Libano da parte di Israele durante la guerra del Libano del 1982.
Attraverso altri due nastri trasmessi da Al Jazeera nel 2006, Osama bin Laden affermò: "Io sono responsabile dei diciannove fratelli. [...] Io sono responsabile di aver affidato ai diciannove fratelli [...] i raid" (23 maggio 2006). Nelle videoregistrazioni Bin Laden è insieme a Ramzi bin al-Shibh, così come è accanto a due dei diciannove dirottatori dell'11 settembre, Hamza al-Ghamdi (che registrerà in quell'occasione le sue ultime volontà) e Wa'il al-Shehri, mentre stavano ultimando i preparativi per gli attentati (nastro trasmesso il 7 settembre 2006).
Motivazioni accettate degli attentati dell'11 settembre includono il supporto a Israele da parte degli Stati Uniti, la presenza dell'esercito statunitense nell'Arabia Saudita e l'inasprimento delle sanzioni contro l'Iraq.
A seguito degli attentati alle Twin Towers di New York e al Pentagono di Arlington (Virginia), Bin Laden fu ricercato dall'FBI e da diversi governi. Figurava al primo posto nella lista dei ricercati dall'FBI, non soltanto per i fatti dell'11 settembre, poiché per tali atti terroristici a occuparsene è direttamente il dipartimento di Stato statunitense, il quale ha messo su Bin Laden una taglia di 25 milioni di dollari, poi raddoppiata a 50 milioni di dollari nel 2007.

## Comunicati ai media
Se da un lato la CNN e la ABC accettarono di censurare i messaggi di Osama bin Laden, al-Jazeera adottò inizialmente un tono molto meno misurato della Fox News, CBS and NBC. L'ABC, tuttavia, non ha mai negato né confermato l'accusa, ma ha soltanto sottinteso che un possibile legame tra al-Jazeera e Bin Laden potrebbe essere esistito: "Quando Osama bin Laden vuole parlare, una cassetta misteriosamente arriva negli uffici di Al-Jazeera a Kabul".
In un primo momento la quasi totalità dei comunicati di Al Qaida venivano rilasciati in esclusiva da Al-Jazeera tramite l'ausilio di corrieri. Per decisione dell'organizzazione al-Qāʿida di evitare conflitti d'interesse, vista la pressione esercitata dal Governo degli Stati Uniti nei confronti dello Stato del Qatar, in cui l'emittente televisiva ha la propria base, dal 2006-2007 acquistò maggiore prestigio la principale casa di produzione di al-Qāʿida as-Sahab, fondata nel 2001 per volontà di Osama bin Laden con la collaborazione dello statunitense Adam Yahiye Gadahn (nato Adam Pearlman e noto come 'Azzam l'americano), "esperto consulente di Bin Laden, traduttore, produttore video e interprete culturale", incriminato per alto tradimento dal Distretto Centrale della California e tuttora ricercato dall'FBI per fornire aiuti e supporto ad al-Qāʿida; ciò ha fatto di Gadahn il primo americano accusato di alto tradimento dopo Tomoya Kawakita nel 1952.
Del 20 settembre 2007 è il messaggio audio da parte di Osama bin Laden rivolto al popolo del Pakistan, "Venite al Jihad", in cui il leader di al-Qāʿida esorta i musulmani in generale a perseguire il jihād, ma in particolare ai pakistani affinché rovescino il loro presidente Pervez Musharraf come vendetta per l'assedio alla moschea Rossa del luglio precedente.
Il 22 ottobre 2007 Bin Laden si rivolge al popolo iracheno invitando tutti i gruppi iracheni insorti a fare rete tra di loro. In questa occasione Bin Laden lamenta una certa disunione e un cattivo uso delle risorse; ammette che al-Qāʿida ha commesso degli errori e che tutti gli arabi sunniti devono unirsi per sconfiggere gli stranieri e i musulmani sciiti. Il tono del messaggio e gli argomenti trattati, secondo gli analisti, suggeriscono una parziale ammissione, da parte di Bin Laden, della sua sconfitta in Iraq.
Il 21 marzo 2008, Bin Laden inviò due audiomessaggi, in uno dei quali minacciava di morte papa Benedetto XVI, che venne difeso da Bill Clinton.
Il 3 giugno 2009 il canale televisivo Al Jazeera trasmise un messaggio di Bin Laden che metteva in guardia i musulmani e il mondo intero da ciò che è per lui "l'imbroglio Obama", accusando il presidente degli Stati Uniti di disprezzare, come il suo predecessore George W. Bush, l'Islam.
Messaggi audio furono trasmessi via internet in data 13 e 25 settembre 2009: nel primo Bin Laden celebrava l'ottavo anniversario degli attentati dell'11 settembre 2001, definendo Barack Obama incapace di fermare i conflitti interni in Iraq e Afghanistan e facendo un appello al popolo statunitense affinché si liberasse da quella da lui definita "lobby israeliana", contro la quale furono rivolti anche gli attacchi del 2001. Nel secondo faceva invece appello alla popolazione europea, condannando l'alleanza NATO nella guerra in Afghanistan e il non rispetto dei diritti umani all'interno del conflitto, ricordando infine gli eventi degli attentati di Londra del 2005 e degli attentati di Madrid dell'11 marzo 2004.
Il 24 gennaio 2010 rivendicò, in un messaggio audio, un fallito attentato a un aereo negli Stati Uniti il 25 dicembre 2009, chiamando "eroe" l'attentatore; inoltre intimò al presidente Obama di annullare la stretta alleanza statunitense con Israele, esprimendo compassione per le sofferenze che la popolazione subisce nella Striscia di Gaza, perché solo con la fine di questa alleanza e la pace in Palestina, afferma al-Qāʿida, potrà far cessare gli attentati.
Il 29 gennaio 2010 Bin Laden rilasciò dichiarazioni su argomenti differenti rispetto ai precedenti messaggi, tra cui i cambiamenti climatici: accusò gli Stati Uniti di non aver rispettato il protocollo di Kyoto, diventando così, insieme agli altri Paesi industrializzati, i maggiori responsabili dell'effetto serra. Inoltre parlò di economia; affrontò l'argomento della grave grande recessione, attribuendone la colpa all'economia statunitense e invitò il mondo al boicottaggio dei prodotti statunitensi e del dollaro.
Il 25 marzo 2010 Bin Laden ritornò all'uso di un linguaggio duro e minaccioso, in un audiomessaggio diffuso da Al Jazeera, nel quale minacciava, dopo essersi lamentato col popolo americano del proseguimento della guerra in Afghanistan, di far uccidere qualunque ostaggio statunitense catturato dai suoi affiliati se fossero stati condannati a morte coloro che erano stati le menti degli attentati dell'11 settembre 2001 e i loro compagni detenuti a Guantanamo.
In data 1º ottobre 2010 fece comparire un messaggio audio sul web in cui parlava dei rischi connessi ai cambiamenti climatici e della povertà. Dava inoltre consigli agli agricoltori del Sudan riguardo ai problemi comportati dalla desertificazione, ed espresse il suo cordoglio alle vittime dell'alluvione del 2010 in Pakistan, chiedendo un'azione più incisiva dei governi e criticando la scelta del Pakistan di destinare solo l'1% dei suoi bilanci ai poveri. Ha fatto gli auguri ai musulmani per la fine del Ramadan.
Il 21 gennaio 2011 Osama Bin Laden rivolse una dura minaccia alla Francia affermando che se essa non avesse ritirato i propri soldati dall'Afghanistan, gli ostaggi francesi, sequestrati da cellule di al-Qāʿida in Niger, sarebbero stati uccisi, per colpa della subalternità di Nicolas Sarkozy agli Stati Uniti.
Del 18 maggio 2011 è l'ultimo messaggio audio di Bin Laden; messaggio postumo rilasciato 16 giorni dopo la sua morte attraverso il tradizionale metodo usato dal dipartimento per la propaganda di Qāʿida al-Sahab. Bin Laden si rivolgeva alla comunità musulmana elogiando la primavera araba e incoraggiando i rivoltosi, non facendo comunque riferimento alla situazione libica. Secondo il giornalista Tayseer Allouni, famoso per aver intervistato Osama bin Laden un mese dopo gli attentati dell'11 settembre 2001, lo sceicco saudita era risoluto a perseguire una tregua o comunque una militanza in linea con la primavera araba.
L'ultimo messaggio video di Osama bin Laden viene diffuso da al-Qāʿida il giorno successivo al 10º anniversario degli attentati dell'11 settembre 2001. L'ex leader dell'organizzazione si rivolgeva al popolo americano avvertendolo dal rischio "capitalismo" e del complesso militare-industriale.

## Tentativi di uccidere Osama bin Laden (1988-2011)

### Arabia Saudita e Libia
Già nel novembre 1988, con tecnologie ed esperienza americane fu avvelenato in Afghanistan tramite Siddiq Ahmed, un sicario pagato 267 000 dollari da un principe saudita. Osama non morì ma i suoi reni si ammalarono.
Nel febbraio 1994 a Khartoum un commando di quattro mercenari libanesi a bordo di un furgoncino si fermò davanti alla casa sudanese di Osama e cominciarono a sparare sulla casa e alle guardie, morirono due guardie e i terroristi.
Nella primavera del 1996 una sua guardia del corpo tenta di assassinarlo, su mandato saudita.

### Tentativi di cattura da parte degli USA (1994-2000)
La cattura di Osama bin Laden è stato un obiettivo da parte del governo degli Stati Uniti sin dalla presidenza di Bill Clinton. Fu proprio questi a firmare una direttiva che autorizzava la CIA (e in particolare il gruppo scelto della loro "Special Activities Division") ad arrestare Bin Laden e a condurlo negli Stati Uniti per processarlo a seguito degli attentati alle ambasciate statunitensi del 1998 in Africa; se prendere Osama bin Laden vivo fosse stato ritenuto impossibile, allora la forza letale poteva essere autorizzata. Il 20 agosto 1998, 66 missili da crociera lanciati dalle navi della marina militare degli Stati Uniti nel mar Arabico (oceano Indiano) colpirono i campi di addestramento di Bin Laden di Khost in Afghanistan, da cui egli insieme alle sue guardie del corpo era già partito un paio di ore prima. Nel 1999 la CIA, in collaborazione con i servizi segreti militari del Pakistan, aveva preparato un team di circa 60 commando pakistani al fine di infiltrarsi in Afghanistan per catturare o uccidere Osama bin Laden; il piano andò in fumo per il colpo di Stato che avvenne di lì a poco in Pakistan; nel 2000, agenti segreti esteri che lavoravano per conto della CIA lanciarono una granata con propulsione a razzo contro un convoglio di veicoli in cui Bin Laden stava viaggiando scortato lungo le montagne dell'Afghanistan, colpendo uno dei veicoli, ma mancando completamente quello in cui il capo di al-Qāʿida si trovava.
Il Presidente Clinton il 20 agosto 1998 ordinò di smantellare la base di Osama a Zhawar Kili in Afghanistan con il lancio di missili Tomahawk, ma Osama, saputo che 180 diplomatici americani stavano evacuando in fretta da Islamabad, fiutò il pericolo e scappò subito. L’attacco missilistico distrusse con diverse vittime anche altre basi che non avevano relazione con Osama e causò un forte risentimento locale. Il bombardamento fu effettuato lo stesso giorno anche in Sudan, dove fu rasa al suolo con un attacco missilistico l'importante fabbrica farmaceutica di Al-Shifa, a detta dei servizi connessa a Osama bin Laden che stava producendo armi chimiche, gli agenti dell'ONU constatarono tra le macerie solo la presenza di medicinali comuni quali antimalarici che servivano a rifornire anche gli Stati vicini.
Nel 2000 in Afghanistan agenti segreti per conto della Cia lanciano una granata sulla colonna di convogli che trasportano Osama, non colpendo il suo automezzo.
Nel 2000, anno antecedente agli attentati dell'11 settembre, Paul Bremer descrisse l'amministrazione Clinton come "accuratamente concentrata su Bin Laden", mentre Robert Oakley criticò la loro "ossessione per Osama".

### Tentativi di cattura da parte degli USA (2001-2011)
In risposta agli attentati dell'11 settembre, i funzionari del governo statunitense identificarono Bin Laden e la sua organizzazione al-Qāʿida, movimento paramilitare e terroristico internazionale, come primi sospettati e offrirono una ricompensa di 25 milioni di dollari in cambio di informazioni utili alla sua cattura o alla sua morte. Il 13 luglio 2007 questa cifra è stata raddoppiata a 50 milioni. L'Associazione Piloti di Linea (ALPA) e l'Associazione Trasporto Aereo (ATA) offrirono una ricompensa aggiunta di 2 milioni di dollari.
In base a quanto raccolto dal Washington Post, il governo statunitense ha concluso che Osama bin Laden era presente durante la battaglia di Tora Bora in Afghanistan alla fine del 2001 e, secondo i funzionari civili e militari con conoscenza diretta nonché impegnati in prima linea, la carenza da parte degli Stati Uniti nell'assegnare abbastanza truppe di terra statunitensi per catturarlo, ha facilitato la sua fuga e ha segnato il più grave insuccesso degli Stati Uniti nella guerra contro al-Qāʿida. I funzionari dell'intelligence hanno raggiunto quello che credono sia un punto fermo e una prova decisiva, tramite l'ausilio di interrogatori di quei giorni e recenti e grazie alle comunicazioni intercettate, secondo cui Bin Laden ha cominciato la battaglia di Tora Bora nel complesso di grotte lungo il confine montuoso dell'Afghanistan orientale.
L'ultima localizzazione di Bin Lāden risaliva al 2001 lungo i confini dell'Afghanistan orientale. Dopo l'attacco dell'11 settembre gli Stati Uniti chiesero al governo dei talebani l'estradizione di Bin Lāden, senza ottenerla. Questo rifiuto fu uno dei motivi riportati dalle fonti statunitensi per il successivo attacco militare all'Afghanistan in cui lo stesso governo talebano fu rovesciato.
Facendo riferimento a Osama bin Laden in un filmato della CNN del 17 settembre 2001, il presidente George W. Bush affermò: "Voglio giustizia. C'è un vecchio manifesto qui nel west, se ricordo bene, che dice, Ricercato vivo o morto". Susseguentemente Bin Laden adottò una ritirata strategica dal contatto pubblico a cui era abituato nei decenni precedenti per evitare la cattura, rendendo sporadiche dichiarazioni-video, ma tenendo un vivo contatto con i suoi affiliati e con il resto del mondo attraverso comunicati-audio, facendolo partecipe e protagonista della vita politica internazionale nonostante la latitanza forzata. Vari articoli di stampa speculativi e dicerie si susseguirono negli anni riguardo alla sua localizzazione e anche alla sua morte; alcuni collocarono Bin Laden in differenti luoghi durante periodi di tempo sovrapposti; tuttavia, niente di tutto ciò è mai stato definitivamente dimostrato. Dopo che le offensive militari in Afghanistan non riuscirono a individuare dove si trovasse, il Pakistan venne regolarmente identificato come suo rifugio sospetto. Di seguito sono elencate alcune delle notizie conflittuali e diverse accertate riguardo alla mutevole posizione di permanenza di Bin Laden, oltre a rivendicazioni fuori luogo ed erronee riguardo alla sua morte:
- L'11 dicembre 2005, una lettera di Atiyah Abd al-Rahman ad Abu Musab al-Zarqawi indicava che Bin Laden e il direttivo di al-Qāʿida avesse sede temporanea nel Waziristan, regione del Pakistan. Nella lettera, tradotta dal Combating Terrorism Center dell'Accademia Militare degli Stati Uniti a West Point, "Atiyah" raccomanda Zarqawi di "inviare corrieri dalla tua parte verso il Waziristan così che possano incontrare i fratelli del direttivo [...] Io sono al momento in visita da loro e ti sto scrivendo questa lettera visto che sono con loro...". Al-Rahman indicò anche che Bin Laden e al-Qāʿidaa fossero "fragili" e "hanno molti dei loro problemi". La lettera è considerata autentica dagli ufficiali militari e dell'antiterrorismo, secondo il Washington Post.[200][201]
- Nel settembre 2006, dopo che alcuni giornali francesi diffusero la notizia della sua morte per febbre tifoide (poi smentita),[202] fu ipotizzato un cattivo stato di salute di Bin Lāden, che sarebbe perdurato per alcuni anni.
- Il 28 aprile 2009 comparve la notizia, poi smentita, secondo cui il presidente pachistano Asif Ali Zardari dichiarava che l'intelligence del suo Paese riteneva morto il leader di al-Qāʿida, pur non avendo prove certe della stessa.[203]

## La cattura e la morte (2011)

Modello del complesso dove si nascondeva Osama bin Laden

Alle ore 01:09 del 2 maggio 2011, data e ora del fuso orario del Pakistan, un plotone di 24 assaltatori appartenenti all'unità anti-terrorismo DEVGRU dei Navy SEAL (i corpi speciali della Marina degli Stati Uniti), con l'appoggio della Special Activities Division della CIA, condusse un'operazione militare ad Abbottabad, vicino a Islamabad, presso una palazzina indipendente del leader di al-Qāʿida, individuato grazie a un'azione di spionaggio condotta fin dall'agosto del 2010 e lo uccisero in un assalto. Nella stessa notte del 1º maggio 2011 (fuso orario di Washington, dove non era ancora passata la mezzanotte), il presidente Barack Obama, che aveva seguito l'intera operazione attraverso le riprese di microcamere poste sugli elmetti degli assaltatori e di un drone, ne ha annunciato la morte.
Nel raid sarebbero morti altri membri del gruppo di comando di Bin Laden, o della sua famiglia.
La scelta di utilizzare l'azione mirata portata in loco dal commando, in luogo del lancio di una bomba convenzionale aviolanciata e guidata, ad altissimo potenziale, sarebbe stata presa per limitare morti e distruzioni (nel fabbricato dove era alloggiato bin Laden risiedevano almeno 20 persone, fra cui alcune donne e bambini) e – non secondariamente – anche per avere l'assoluta certezza del decesso di bin Laden.
Le modalità di conduzione dell'operazione e la trafugazione e distruzione del cadavere hanno tuttavia suscitato critiche, provenienti, tra gli altri, dall'ex-cancelliere tedesco Helmut Schmidt, che ha evidenziato «una chiara violazione delle leggi internazionali» e dal ministro svizzero Ueli Maurer, che ha criticato Obama per aver eliminato bin Laden con un'operazione clandestina, consentendo quindi ai suoi seguaci di considerarlo un martire.

## Influenza culturale

### Cinema
- Fahrenheit 9/11 (2004)
- Che fine ha fatto Osama Bin Laden? (Where in the World Is Osama Bin Laden?) (2008)
- Zero Dark Thirty (2012)
- Io, Dio e Bin Laden (Army of One) (2016)

### Televisione
- Code Name: Geronimo (SEAL Team 6: The Raid on Osama Bin Laden) (2012)
- Future Man Seasonº3 (The Outlaw Wild Sam Bladden) (PrimeVideo - 2020)
- Oscar Di Maio, parodie musicali con protagonista Osama Bin Laden e Saddam Hussein (2001-)